# Jerry Gray

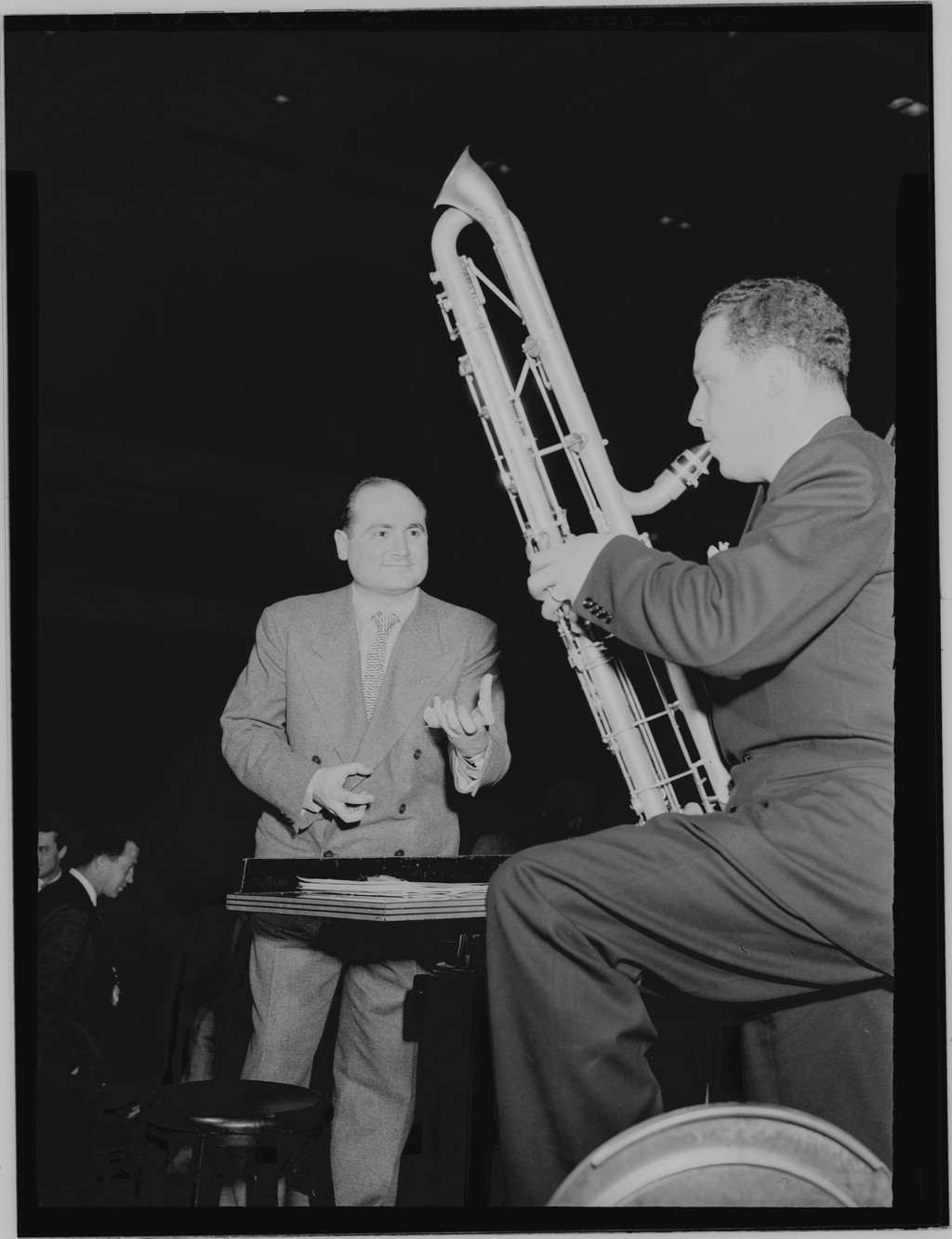
Jerry Gray (links), circa 1947 (foto:William P. Gottlieb)

Generoso Graziano, artiestennaam Jerry Gray, (Boston, 3 juli 1915 of 1916 - Dallas, 10 augustus 1976) was een Amerikaanse violist, arrangeur, componist en bigband-leider in het swing-tijdperk. Hij werkte voor de orkesten van Artie Shaw en Glenn Miller en was mede verantwoordelijk voor de sound van Miller.

## Biografie
Gray leerde vanaf zijn zevende viool spelen bij zijn vader, daarna was hij solist in het Boston Junior Symphony Orchestra. Toen hij 18 was richtte hij een jazz-band op, waarmee hij in clubs in en rond Boston speelde. In 1936 werd hij violist in Artie Shaws New Music Orchestra, waarvoor hij na enige tijd arrangementen schreef, onder meer voor de successen "Softly, as in a Morning Sunrise", "What is This Thing Called Love" en Shaws klassieker "Begin the Beguine". 
Nadat Shaw de band in november 1939 opdoekte, werd hij arrangeur voor Glenn Miller in een tijd waarin de bandleider enkele grote successen opnam, zoals "Chattanooga Choo-Choo". Voor Miller schreef hij onder meer "Pennsylvania 6-5000" en "A String of Pearls". Toen Miller stopte met de band om in het leger te gaan werken, werd Gray chef-arrangeur in Millers legerband. Gray schreef voor deze dansband en voor de strijkersgroep van 21 man, zoals een nieuw arrangement voor "Begin the Beguine". Na het vliegtuigongeluk waarbij Miller omkwam, nam Gray de leiding van de band over tot het laatste optreden. Na de oorlog werd hij als leider van de ghost-Glenn Miller Orchestra gepasseerd ten gunste van Tex Beneke, waarvoor hij korte tijd arrangementen schreef.
Hierna werkte hij in Los Angeles en omgeving voor radiozenders en als studiomuzikant. Hij leidde een radioband voor de show Club 15 (met Dick Haymes) en werkte voor de "Bob Crosby Show". In 1949 richtte hij een bigband op, Jerry Gray and the Band of Today, waarin veel voormalige musici van Miller werkten (zoals Dave Tough, Ernie Caceres en Wilbur Schwartz). In 1951 nam hij als eerste Tell me why op. Het orkest speelde dan ook in de stijl van het beroemde orkest, terwijl ook Beneke nog actief was. De groep speelde naast werk van Miller ook nieuwe composities. Gray maakte veel opnames met de band, onder meer voor Decca en Mercury, en was hiermee actief tot rond 1960. In 1953 werkte hij samen met Henry Mancini aan de muziek voor de film "The Glenn Miller Story", waarin James Stewart de hoofdrol speelde. Hij schreef composities en arrangementen voor onder meer Vic Damone (bijvoorbeeld de hit "I Have but One Heart") en nam een album met eigen songs op. In de jaren zestig vestigde hij zich in Boston, waar hij tot in de jaren zeventig in het Fairmont Hotel de huisband leidde.

## Discografie
- Dance to the Music of Gray, Decca, 1950
- Ex-Glenn Miller Men: Live from the Hollywood Palladium (Jerry Gray and His Band of Today), Jazz Hour, 1950
- The Uncollected Jerry Gray & His Orchestra (opnames 1952), Hindsight
- A Tribute to Glenn Miller
- Jerry Gray & His Orchestra, Decca
- Re-Stringing the Pearls, Soundies